# Contea di Fairfax
La contea di Fairfax (in inglese Fairfax County) è una contea dello Stato della Virginia, negli Stati Uniti. La popolazione al censimento del 2014 era di 1 118 883 abitanti. Il capoluogo di contea è Fairfax.

## Geografia antropica

### Suddivisioni amministrative

#### Città incorporate
- Clifton
- Herndon
- Vienna

#### Comunità non incorporate
- Annandale
- Bailey's Crossroads
- Belle Haven
- Burke
- Burke Centre
- Centreville
- Chantilly
- Crosspointe
- Dranesville
- Dunn Loring
- Fair Lakes
- Fair Oaks
- Fairfax Station
- Floris
- Fort Belvoir
- Fort Hunt
- Franconia
- Franklin Farm
- George Mason
- Great Falls
- Greenbriar
- Groveton
- Hayfield
- Huntington
- Hybla Valley
- Idylwood
- Jefferson
- Kings Park
- Kings Park West
- Kingstowne
- Lake Barcroft
- Laurel Hill
- Lincolnia
- Long Branch
- Lorton
- Mantua
- Mason Neck
- McLean
- McNair
- Merrifield
- Mount Vernon
- Newington
- Newington Forest
- North Springfield
- Oakton
- Pimmit Hills
- Ravensworth
- Reston
- Rose Hill
- Saratoga
- Seven Corners
- South Run
- Springfield
- Tysons Corner
- Wakefield
- West Falls Church
- West Springfield
- Wolf Trap
- Woodburn
- Woodlawn